# Éditions Dervy
Éditions Dervy est une maison d'édition française située à Paris, fondée en 1946 par Jean et Madeleine Renard, orientée vers les thèmes de la spiritualité, du symbolisme et de l'ésotérisme principalement. La maison d'édition fait partie du groupe Guy Trédaniel depuis 2015.

## Historique
L'entreprise est créée en 1946 par Jean et Madeleine Renard. Elle est installée à Paris dans la rue du Vieux-Colombier (VIe arrondissement), dans les locaux où, durant la Seconde Guerre mondiale, se trouvaient les éditions Jean-Renard, puis rue de Savoie , ensuite boulevard Edgar-Quinet, XIVe arrondissement  et enfin 19 rue Saint-Séverin, Ve arrondissement.
En 1985 commence une période d'instabilité après le départ  de la fondatrice Madeleine Renard[réf. nécessaire]. 
En 1992, l'ensemble des marques Dervy, Médecis et Entrelacs est racheté par le groupe Magnard-Vuibert, qui le cèdera à son tour aux éditions Albin Michel en 1995. Le catalogue général des trois marques propose 800 titres et 70 nouveautés par an pour un chiffre d'affaires (CA) de 1,9 million d'euros, dans les domaines de la franc-maçonnerie, de l'ésotérisme et des sciences humaines principalement.
En 2015, Dervy est racheté par Guy Trédaniel, qui au travers de cette acquisition développe un catalogue de 2 000 titres au CA de 10 millions d'euros en 2015.
En 2022, l’entité juridique Dervy éditions Médicis regroupe cinq marques: Almora (254 titres), Dervy (994 t.), Entrelacs (58 t.), Les deux Océans (215 t.), Médicis (382 t.).

## Ligne éditoriale
Les multiples opérations capitalistiques qui se sont succédé depuis 1992 ont conduit à un élargissement  de la ligne éditoriale, laquelle, depuis l’acquisition de Dervy par le Groupe Trédaniel, se confond de plus en plus avec celle du dit groupe, qui fait parfois l'objet de polémiques.     

### Entité regroupant les cinq marques
En 2022, la ligne éditoriale s’articule autour de trois pôles: «Sciences humaines», «Religions et spiritualité», «Santé et bien-être», ainsi répartis entre les marques :
- Almora  (254 titres): spiritualités  orientale et occidentale, hindouisme, yoga, bouddhisme;
- Dervy (994 t.): franc-maçonnerie, symbolisme , hermétisme;
- Entrelacs (58 t.):  traditions chinoise et tibétaine;
- Les deux Océans (215 t.): textes et enseignements des maîtres spirituels orientaux et occidentaux;
- Médicis (382 t.): santé, bien-être , médecine non conventionnelle.

### La marque Dervy
Dès l'origine, la ligne éditoriale de Dervy se concentre autour de la spiritualité avec la publication d'essais sur les thèmes de l'ésotérisme, du symbolisme, de la franc-maçonnerie (dont est issue la fondatrice Madeleine Renard), de l'Égypte antique, des Cathares, des Templiers, des Upanishads (hindouisme).
En 1949, avec la publication de La Symbolique maçonnique, de Jules Boucher, apparaît l'orientation vers l'ésotérisme qui va prendre de plus en plus d'importance. D'autres auteurs, parmi les plus connus dans la sphère maçonnique, sont également publiés : Paul Naudon, Édouard E. Plantagenet (1893-1943), Jean Tourniac, Oswald Wirth, et plus récemment: Roger Dachez, Irène Mainguy, Pierre Mollier. Le domaine de la franc-maçonnerie est largement représenté dans le catalogue Dervy.
En outre, des auteurs reconnus dans leur spécialité, comme: Ananda Coomaraswamy (hindouisme/bouddhisme), René Guénon (pérennialisme), figurent également dans le catalogue.
En 2022, Dervy représente plus de 50 % (994 sur 1903) des titres publiés par l'ensemble Dervy Éditions Médicis, ce qui en fait la marque principale.